# Diagramme de Hertzsprung-Russell
Pour les articles homonymes, voir Diagramme couleur-magnitude.
 (mars 2021).
Si vous disposez d'ouvrages ou d'articles de référence ou si vous connaissez des sites web de qualité traitant du thème abordé ici, merci de compléter l'article en donnant les références utiles à sa vérifiabilité et en les liant à la section « Notes et références ».
En astronomie, le diagramme de Hertzsprung-Russell, en abrégé diagramme H-R, est un graphique dans lequel est indiquée la luminosité d'un ensemble d'étoiles en fonction de leur température effective. Ce type de diagramme a permis d'étudier les populations d'étoiles et d'établir la théorie de l'évolution stellaire.

## Généralités

### Histoire
Le diagramme de Hertzsprung-Russell a été inventé autour de 1910 par Ejnar Hertzsprung et Henry Norris Russell.
Hertzsprung est un astronome danois (1873 – 1967). Il eut l'idée en 1905 de classer les étoiles d'un même type spectral en plusieurs classes de luminosité en fonction de leur température de surface. Pour des raisons historiques l'axe des températures est orienté vers la gauche. Le diagramme auquel il aboutit fut perfectionné par H. N. Russell.
Russell est un astronome américain (1877 – 1957), à qui l'on doit de nombreux travaux sur la physique des étoiles, qui l'amenèrent à établir une classification des étoiles en fonction de leur luminosité et de leur type spectral.

### Définition
Un diagramme de Hertzsprung-Russell représente soit la luminosité intrinsèque en fonction de la température (utilisée par les théoriciens), soit la magnitude absolue en fonction de l'indice de couleur (ce qui découle immédiatement de données photométriques). Dans ce second cas, on parle aussi de diagramme couleur-magnitude.

### Conventions
Un diagramme de Hertzsprung-Russell est toujours présenté de la manière suivante :
- la luminosité est en ordonnée, le plus brillant étant en haut ;
- la température effective, ou l'indice de couleur, est en abscisse, le plus chaud étant à gauche.

De telles conventions viennent du fait que les premiers diagrammes étaient des diagrammes couleur-magnitude, qui montraient les données photométriques brutes issues de l'observation de populations stellaires : la magnitude d'un filtre en fonction de la différence de magnitude avec un autre filtre.
L'ordre des lettres OBAFGKM du type spectral en ordonnée peut être retenu par la phrase "Oh Be A Fine Girl/Guy, Kiss Me!".

### Classification des étoiles

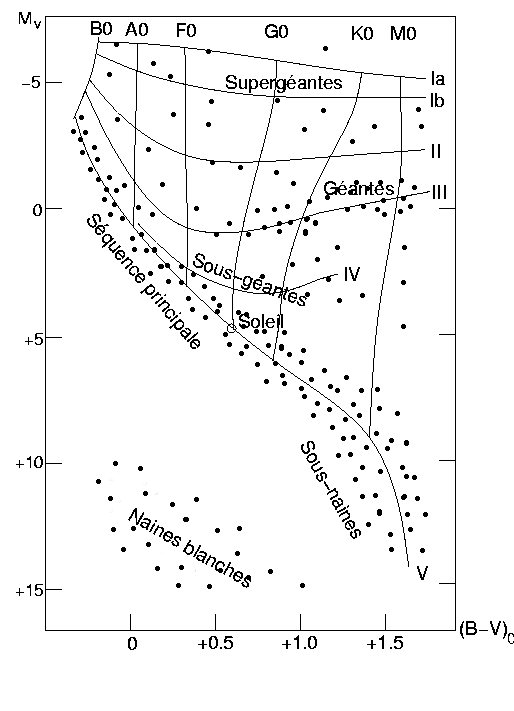
Diagramme de Hertzsprung-Russell schématique

La classification spectrale des étoiles apparaît nettement sur le diagramme de Hertzsprung-Russell : les lignes presque verticales séparent les différents types spectraux, tandis que les lignes obliques ou presque horizontales sont appelées classes de luminosité. La figure ci-contre illustre la classification.

## Répartition des étoiles - population hétérogène en âge et composition chimique
L'examen d'un diagramme d'une population d'étoiles, comme ci-dessous, montre une énorme concentration d'étoiles le long d'une diagonale ainsi qu'une concentration significative quelques magnitudes au-dessus de la diagonale. D'autres zones du diagramme sont complètement vides d'étoiles, ou très peu peuplées. La figure ci-dessous présente le diagramme de Hertzsprung-Russell d'étoiles proches dont la distance est connue avec une bonne précision.

### Séquence principale
La séquence principale est la région du diagramme de Hertzsprung-Russell où la majorité des étoiles résident, elle correspond à la diagonale allant du coin supérieur-gauche (chaud et lumineux) au coin inférieur-droit (froid et peu lumineux). Si la concentration d'étoiles y est si élevée, c'est parce que celles-ci y passent environ 90 % de leur vie en évoluant très peu, fusionnant l'hydrogène en leur cœur.
La dispersion des étoiles autour de la séquence principale a plusieurs raisons. La composition chimique change légèrement la place de l'étoile sur le diagramme : plus celle-ci est riche en métaux, plus elle est froide et moins elle est lumineuse, car elle garde un rayon constant. Les étoiles de population II, beaucoup plus pauvres que les étoiles de population I, forment ainsi la classe des sous-naines. De plus, les étoiles accroissent lentement leur luminosité et changent de température pendant leur phase sur la séquence principale. D'autres facteurs comme la rotation, la présence de compagnons proches ou de champs magnétiques peuvent également expliquer un placement un peu dispersé.
Un autre facteur est l'incertitude des observations ; ces incertitudes affectent principalement la distance de l'étoile en question mais concerne aussi les étoiles binaires, non ou mal identifiées en tant que telles.

### Les géantes
Environ 5 à 10 magnitudes au-dessus de la séquence principale, on trouve une importante concentration d'étoiles : il s'agit d'étoiles en fin de vie, soit au stade de géante rouge, avec une fine couche fusionnant l'hydrogène autour d'un noyau d'hélium inerte, soit — et surtout en fait — des étoiles de la branche horizontale, au cœur desquelles l'hélium fusionne pour donner du carbone et de l'oxygène. La fusion de l'hélium est cependant beaucoup plus rapide que celle de l'hydrogène pendant la séquence principale, et les étoiles sont assez instables pendant ce stade. Les géantes rouges montent en luminosité bien au-delà de cette concentration d'étoiles.

### Le «trou» des géantes jaunes
Dans la zone de température des étoiles de type G et F à des luminosités au-delà de 50 fois celle du Soleil, il y a quasi-absence d'étoiles. Un tel « trou » peut s'expliquer par l'instabilité de telles étoiles : les étoiles de masses intermédiaires ou très massives, après la séquence principale, deviennent géantes rouges très rapidement (moins de 1 % de leur temps passé sur la séquence principale), tandis que les étoiles fusionnant l'hélium en leur cœur sont instables dans cette région.

### Les naines blanches
Anciens noyaux d'étoiles ayant éjecté leur enveloppe lors du stade de géante rouge, les naines blanches sont des étoiles très petites (de la taille de la Terre pour certaines) et très chaudes en surface. D'où cette position si particulière, en bas à gauche du diagramme de Hertzsprung-Russell. C'est le stade ultime des étoiles de masse inférieure à 8 masses solaires. Ces étoiles se refroidissent lentement pour devenir des naines noires, mais ce refroidissement prend plusieurs dizaines de milliards d'années, de sorte qu'aucune naine noire n'a été observée à ce jour. Contrairement aux autres étoiles, les naines blanches les plus lumineuses sont les moins massives, car la luminosité d'une naine blanche diminue avec sa masse. Plus une naine blanche est massive plus elle est petite, sa surface émissive est donc réduite comparée à celle d'une naine blanche moins massive qui est plus grande.